# Деревянкин (река)
Деревянкин — река в России, протекает по Чугуевскому району Приморского края. Длина реки — 11 км.
Начинается на северном склоне небольшого горного массива, поросшего кедрово-берёзовым лесом. Течёт в общем северном направлении по лесу, огибая с запада гору Острую и оставляя слева гору Синюю. В низовьях выходит на равнинную местность и отклоняется к северо-западу. Деревянкин впадает в Журавлёвку слева в 40 км от её устья.
В среднем течении пересекается тракторной дорогой.

## Данные водного реестра
По данным государственного водного реестра России относится к Амурскому бассейновому округу, водохозяйственный участок реки — Уссури от истока до впадения реки Большая Уссурка без реки Сунгача, речной подбассейн реки — Уссури (российская часть бассейна). Речной бассейн реки — Амур.
Код объекта в государственном водном реестре — 20030700212118100052926.